# Граничні умови Робена
Граничні умови Робена або граничні умови третього роду — граничні умови, які задаються у вигляді лінійної комбінації значення шуканої функції та її похідної
{\displaystyle \alpha y'(a)+\beta y(a)+\gamma =0\,}.
Прикладом граничних умов третього роду є граничні умови Ньютона для контакту двох тіл з різними температурами, коли потік тепла через контакт пропорційний різниці температур
{\displaystyle {\frac {\partial T}{\partial x}}=\kappa (T-T_{0})}

## Дивись також
- Граничні умови Діріхле
- Граничні умови Неймана